# West Caribbean Airways-vlucht 708
West Caribbean Airways Vlucht 708 was een vlucht van West Caribbean Airways die op de morgen van dinsdag 16 augustus 2005 in het westen van Venezuela in bergachtig gebied neerstortte en waarbij alle 152 passagiers en 8 bemanningsleden omkwamen.

## Verloop
Het vliegtuig, een McDonnell Douglas MD-82 was onderweg van Tocumen International Airport in Panama City (Panama) naar Fort de France (Martinique). De piloten meldden problemen met een motor, en later ook met de andere. Het vliegtuig stortte neer in afgelegen moerasgebied bij Machiques in het westen van Zulia in Venezuela (ongeveer 30 km van de Colombiaanse grens) tussen 03:10 en 03:45 uur lokale tijd (07:10 en 07:45 UTC), toen het een noodlanding wilde maken op Maracaibo.
Bijna alle passagiers waren Franse inwoners van Martinique, maar enkelen kwamen uit Panama en Colombia. De bemanning kwam uit Colombia. Het was een chartervlucht, gecharterd door Globe Trotters de Rivière Salée reisbureau in Martinique en de passagiers waren merendeels toeristen die een weekje in Panama op vakantie waren geweest.
De chef van de Colombiaanse burgerluchtvaart, Eduardo Montealegre, verklaarde op 16 augustus 2005 dat de maatschappij al verschillende keren beboet werd omdat veiligheidsprocedures niet werden nageleefd.
Het aantal doden van 160 maakt het het dodelijkste vliegtuigongeluk van 2005. Het ongeluk vond plaats 2 dagen na het ongeluk van Helios Airways Vlucht 522 in Griekenland waarbij 121 mensen omkwamen. 
Dit was reeds het tweede vliegtuigongeluk van de in 1998 opgerichte lagekostenmaatschappij in 2005. Op 26 maart 2005 mislukte het opstijgen van een van haar vliegtuigen. Hierbij kwamen 8 personen om het leven.

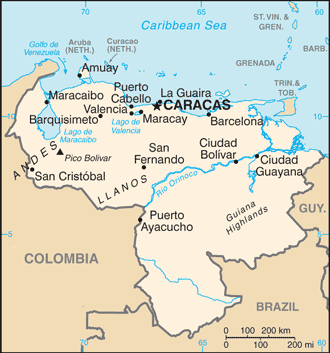
Maracaibo ligt in Noordwest-Venezuela

### Onderzoek
Het Venezolaanse Comité de Investigación de Accidentes Aéreos (CIAA), de toenmalige overheidsinstelling voor onderzoek naar vliegtuigongevallen) leidde het onderzoek. Ook de Amerikaanse NTSB en het Franse Bureau d'Enquêtes et d'Analyses werden erbij betrokken.
Uit analyse van de cockpitvoicerecorder en de flightdatarecorder bleek dat de bemanning het toestel had laten klimmen naar een te grote vlieghoogte; door gebruik van het ijsbestrijdingsysteem nam het vermogen van de motoren verder af. Het toestel verminderde steeds meer snelheid, en kwam in een overtreksituatie. Dit werd niet onderkend door de bemanning en het vliegtuig begon te dalen met een steeds hogere verticale snelheid, totdat het uiteindelijk neerstortte.  Het niet onderkennen van de overtrek kan als hoofdoorzaak van de ramp worden gezien. Onervarenheid en onvoldoende training van de bemanning speelde een rol.

## Tijdlijn
Alle tijden UTC−4.
- 01:00 Vliegtuig vertrekt uit Panama.
- 02:00 Probleemoproep gemaakt.
- 03:00 Problemen met beide motoren gerapporteerd, verzoek te dalen van 31.000 feet naar 14.000 feet.
- 03:10 Contact met het vliegtuig verloren.
- 03:10 ~ 03:45 Vliegtuig stort neer.

## Vliegtuig
Het betreffende vliegtuig, een McDonnell Douglas MD-82 geregistreerd HK-4374X, was in 1986 gebouwd. Hiervoor was het van Continental Airlines geweest. West Caribbean Airways had het toestel gekocht op 10 januari 2005.
Het ongeluk is behandeld in het televisieprogramma Air Crash Investigation, seizoen 11, aflevering 2, The Plane That Flew Too High.